# Letitia Wright
Letitia Michelle Wright (31 d'octubre de 1993) és una actriu guyano-britànica. Va començar la seva carrera professional el 2011, amb papers a sèries de televisió britàniques com ara Top Boy, Coming Up, Chasing Shadows, Humans, i a episodis de Doctor Who i Black Mirror; aquest últim li va valdre una nominació al premi Primetime Emmy a la millor actriu secundària en minisèrie o telefilm.
La British Academy of Film and Television Arts la va incloure al grup de troballes britàniques de 2015 pel seu paper a la premiada Urban Hymn. El 2018 va aconseguir reconeixement internacional per la seva interpretació de Shuri a la pel·lícula del Marvel Cinematic Universe Black Panther. Va tornar a interpretar aquest paper a Avengers: Infinity War i Avengers: Endgame. El 2019 va rebre el premi BAFTA a l'estrella emergent.

## Infantesa
Va néixer a Georgetown, Guyana. La seva família es va traslladar a Londres quan tenia set anys. Havent crescut i anat a l'escola a Tottenham, va dir que es considerava una noia del nord de Londres.

## Carrera
Wright va actuar en obres de teatre escolars però atribueix el seu desig de ser actriu professional a la pel·lícula de 2006 Akeelah and the Bee. Va trobar l'actuació de Keke Palmer inspiradora. Es va apuntar a la Identity School of Acting als 16 anys. Va aparèixer en dos episodis de Holby City i Top Boy el 2011. Va tenir un petit paper a My Brother the Devil el 2012, on va ser reconeguda per Screen International com una de les estrelles del demà de 2012. Michael Caton-Jones li va donar el seu primer paper principal a Urban Hymn (2015), amb què va captar l'atenció de Hollywood. Aquell mateix any va aparèixer en un episodi de Doctor Who, i l'any següent va tenir un paper recurrent com a Renie a Humans. Durant aquella època també va aparèixer a l'obra de teatre Eclipsed al Gate Theatre de Londres. El 2017 va aparèixer en un episodi de Black Mirror; que li va valdre una nominació al premi Primetime Emmy a la millor actriu secundària en minisèrie o telefilm.
Va coprotagonitzar la pel·lícula de 2018 Black Panther, interpretant el paper de Shuri, la germana de King T'Challa i princesa de Wakanda. Part del Marvel Cinematic Universe, la pel·lícula va comptar amb els actors Chadwick Boseman, Michael B. Jordan, Lupita Nyong'o i Danai Gurira. Va guanyar el premi NAACP Image a la millor actuació emergent en pel·lícula per la seva actuació a la pel·lícula, i va reprendre el paper a Avengers: Infinity War, que es va estrenar al cap de dos mesos. També el 2018 va aparèixer a l'adaptació cinematogràfica de 2011 de la novel·la de ciència-ficció Ready Player One de Steven Spielberg Wright va fer un cameo en un videoclip de Drake, "Nice for What".
El 2018 també va actuar a l'obra The Convert, que es va representar al teatre Young Vic a Londres. L'obra està basada en un missioner catòlic i negre del segle xix que ensenya anglès victorià i cristianisme i Wright hi interpreta una nena de Rhodèsia que es veu obligada a casar-se amb el seu oncle.
El 2019 va guanyar el premi BAFTA a l'estrella emergent. L'abril de 2019 va aparèixer amb Donald Glover i Rihanna a Guava Island, un curtmetratge musical d'Amazon Studios, abans de reprendre el paper de Shuri a Avengers: Endgame.
El novembre de 2018 es va anunciar que protagonitzaria juntament amb John Boyega una adaptació nova de Hold Back The Stars. Wright va participar en la pel·lícula de 2020 Death on the Nile. També actuarà a la minisèrie de Steve McQueen Small Axe.

## Vida personal
Ha expressat públicament que té problemes amb la depressió. El 2018, en unes declaracions a Vanity Fair, va dir que va experimentar una depressió per primer cop als 20 anys. Wright ha dit que va poder superar la depressió gràcies a la fe cristiana, que va descobrir després d'una reunió d'estudi de la Bíblia d'actors londinencs. Per centrar-se en la seva recuperació i fe va rebutjar diversos papers. Va explicar que necessitava una pausa d'actuar i que va anar en un viatge per descobrir la seva relació amb Déu i va esdevenir cristiana.

## Filmografia

### Cinema
| Any  | Títol                  | Paper               | Notes         | Ref.   |
| ---- | ---------------------- | ------------------- | ------------- | ------ |
| 2011 | Victim                 | Nyla                |               |        |
| 2012 | My Brother the Devil   | Aisha               |               |        |
| 2015 | Urban Hymn             | Jamie Harrison      |               |        |
| 2018 | The Commuter           | Jules Skateboarder  |               | [ 23 ] |
| 2018 | Ready Player One       | Reb                 |               |        |
| 2018 | Black Panther          | Shuri               |               |        |
| 2018 | Avengers: Infinity War | Shuri               |               |        |
| 2019 | Guava Island           | Yara Love           |               | [ 4 ]  |
| 2019 | Avengers: Endgame      | Shuri               |               |        |
| 2020 | Death on the Nile      | Rosalie Otterbourne | Postproducció | [ 21 ] |
| 2022 | Aisha                  | Aisha Osagie        |               |        |

### Televisió
| Any  | Títol           | Paper          | Notes                                          |
| ---- | --------------- | -------------- | ---------------------------------------------- |
| 2011 | Holby City      | Ellie Maynard  | Episodis "Tunnel Vision" i "Crossing the Line" |
| 2011 | Random          | Nena 3         | Telefilm                                       |
| 2011 | Top Boy         | Chantelle      | 4 episodis                                     |
| 2013 | Coming Up       | Hannah         | Episodi: "Big Girl"                            |
| 2014 | Glasgow Girls   | Amal           | Telefilm                                       |
| 2014 | Chasing Shadows | Taylor Davis   | Episodi: "Only Connect"                        |
| 2015 | Banana          | Vivienne Scott | 3 episodis                                     |
| 2015 | Cucumber        | Vivienne Scott | 4 episodis                                     |
| 2015 | Doctor Who      | Anahson        | Episodi: "Face the Raven"                      |
| 2016 | Humans          | Renie          | 7 episodis                                     |
| 2017 | Black Mirror    | Nish           | Episodi: "Black Museum"                        |
| 2020 | Small Axe       | Altheia Jones  | Minisèries, postproducció                      |

## Premis i nominacions
| Any  | Premi                                  | Categoria                                        | Treball       | Resultat  | Ref.   |
| ---- | -------------------------------------- | ------------------------------------------------ | ------------- | --------- | ------ |
| 2018 | Premis Primetime Emmy                  | Millor actriu secundària en minisèrie o telefilm | Black Mirror  | Nominat   | [ 6 ]  |
| 2018 | Premis Saturn                          | Millor actuació per un actor jove                | Black Panther | Nominat   | [ 25 ] |
| 2018 | Premis MTV de cinema i televisió       | Millor repartiment                               | Black Panther | Nominat   | [ 26 ] |
| 2018 | Premis MTV de cinema i televisió       | Lladre d'escenes                                 | Black Panther | Nominat   | [ 26 ] |
| 2018 | Premis Teen Choice                     | Millor actriu de ciència-ficció                  | Black Panther | Guanyador | [ 27 ] |
| 2018 | Premis Teen Choice                     | Millor estrella de cinema emergent               | Black Panther | Nominat   | [ 27 ] |
| 2019 | Premis BAFTA                           | Estrella emergent                                |               | Guanyador | [ 18 ] |
| 2019 | Premis NAACP Image                     | Millor actuació emergent en pel·lícula           | Black Panther | Guanyador | [ 12 ] |
| 2019 | Premis NAACP Image                     | Millor actriu secundària en pel·lícula           | Black Panther | Nominat   | [ 28 ] |
| 2019 | Premis del Sindicat d'Actors de Cinema | Millor repartiment en pel·lícula                 | Black Panther | Guanyador | [ 29 ] |